# 1-溴庚烷
1-溴庚烷是化学式 C7H15Br的溴代烷。它是不溶于水的无色至黄色液体。

## 制备
1-溴戊烷可以由1-庚醇和氢溴酸反应或是正庚烷的溴化而成。

## 用处
1-溴庚烷是有机合成、制药和农业化学的重要中间体。

## 扩展阅读
- Sun, C.; Clarke, S.M.; Brewer, A.; Li, B.; Parker, J.E.; Demmel, F. . Molecular Physics (Informa UK Limited). 2012-02-20, 110 (4): 217–225. ISSN 0026-8976. doi:10.1080/00268976.2011.640290.